# Pennone

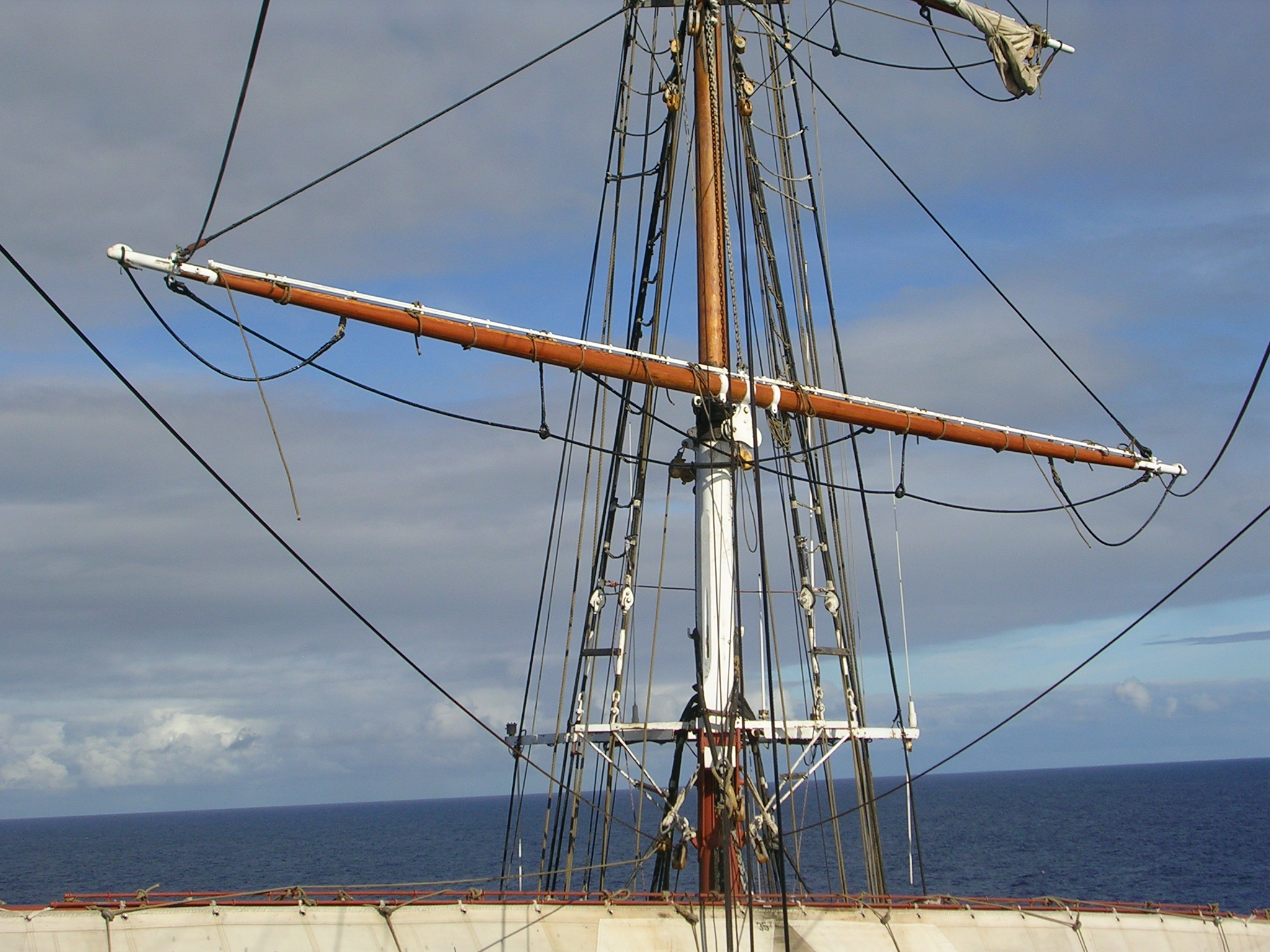

Il pennone, nella nautica, indica una robusta asta in legno, perpendicolare all'albero (o fuso), destinata a sostenere le vele quadre di un'imbarcazione.

## Descrizione
Il pennone è fissato all'albero tramite uno snodo, detto trozza, che consente di modificare il suo orientamento rispetto all'albero, ossia il suo brandeggiamento, manovrandolo con opportune cime.
Nei velieri sotto al pennone si trova un cavo detto marciapiede sul quale si appoggiano i piedi per mollare o issare le vele.